# 四元康祐
四元 康祐（よつもと やすひろ、1959年8月21日 - ）は、日本の詩人、作家。長年米国およびドイツに在み日本語の詩を発表していたが、2020年から日本に拠点を移している。

## 経歴
大阪府寝屋川市生まれ。中学・高校を広島学院の寮で過ごす。1982年上智大学文学部英文学科卒業。1983年結婚。1986年、製薬会社の駐在員としてアメリカに移住。1990年ペンシルベニア大学ウォートン・スクール経営学修士号取得。1991年第1詩集『笑うバグ』を刊行。1994年ドイツ移住。ミュンヘン郊外在住。
ビジネスマンとして長く欧米暮らしを経験し、日本語を話す機会の限られた生活を送った。経済・会計用語を駆使する斬新な作風であるが、ユーモアも発揮されている点が特徴。2004年に谷川俊太郎の名代でストルガ国際詩祭に参加した。
2015年には初の小説『偽詩人の世にも奇妙な栄光』を刊行し、第37回野間文芸新人賞候補。2019年『前立腺歌日記』で第41回野間文芸新人賞候補。
2020年3月、34年ぶりに生活の拠点を日本に戻す。
2022年4月から日本経済新聞にコラム「詩探しの旅」を連載し、セルビアの山崎佳代子、フィンランドのニルス＝アスラク・ヴァルケアパー、アメリカのセス・マイケルソンなど各国の詩人や詩祭を紹介している。

## 受賞歴
- 2002年、詩集『世界中年会議』で第3回山本健吉文学賞[8]・第5回駿河梅花文学賞[9]受賞
- 2004年、詩集『噤みの午後』で第11回萩原朔太郎賞受賞[10]
- 2013年、詩集『日本語の虜囚』で第4回鮎川信夫賞受賞[11]

## 著書
- 『笑うバグ 詩集』（花神社） 1991
- 『世界中年会議』（思潮社） 2002
- 『噤みの午後』（思潮社） 2003
- 『ゴールデンアワー』（新潮社） 2004
- 『四元康祐詩集』（思潮社、現代詩文庫）　2005 - 解説：穂村弘
- 『妻の右舷』（集英社） 2006
- 『言語ジャック』（思潮社） 2010
- 『谷川俊太郎学 言葉VS沈黙』（思潮社） 2011
- 『日本語の虜囚』（思潮社） 2012
- 『偽詩人の世にも奇妙な栄光』（講談社） 2015
- 『現代ニッポン詩日記』（澪標） 2015
- 『詩人たちよ!』（思潮社） 2015
- 『小説』（思潮社） 2017
- 『単調にぼたぼたと、がさつで粗暴に』（思潮社） 2017
- 『前立腺歌日記』（講談社） 2018
- 『ホモサピエンス詩集 四元康祐翻訳集現代詩篇』（澪標） 2020
- 『ダンテ、李白に会う　四元康祐翻訳集古典詩篇』（思想社）2023
- 『ソングレイン』（左右社）2023

### 共編著等
- 『詩と生活 対詩』（小池昌代、思潮社） 2005
- 『泥の暦 対詩』（田口犬男、思潮社） 2008
- 『地球にステイ! : 多国籍アンソロジー詩集』（クオン）2020 ISBN 978-4-910214-13-9
- 『月の光がクジラの背中を洗うとき = AIRBORNE PARTICLES : 48カ国108名の詩人によるパンデミック時代の連歌』（クオン）2022 ISBN 978-4-910214-31-3

## 翻訳
- 『動物たちの謝肉祭 サン=サーンスの音楽に誘われて』（エイドリアン・ミッチェルほか詩、BL出版） 2007
- 『キッド』（サイモン・アーミテージ、栩木伸明共訳、思潮社） 2008

## 派生作品
- 『混声合唱とピアノのための「さよなら、ロレンス」』(森山至貴作曲） 2011
四元の詩集『笑うバグ』から「受付」「意志決定」「労務管理」「市場崩壊」の4編を選んでテキストとしたもの。2011年の第22回朝日作曲賞を受賞[12]。楽譜は音楽之友社から出版されている[13]。